# Minuartia austriaca
Minuartia austriaca är en nejlikväxtart som först beskrevs av Nikolaus Joseph von Jacquin och som fick sitt nu gällande namn av August von Hayek.
Minuartia austriaca ingår i släktet nörlar och familjen nejlikväxter. Inga underarter finns listade i Catalogue of Life.

## Bildgalleri

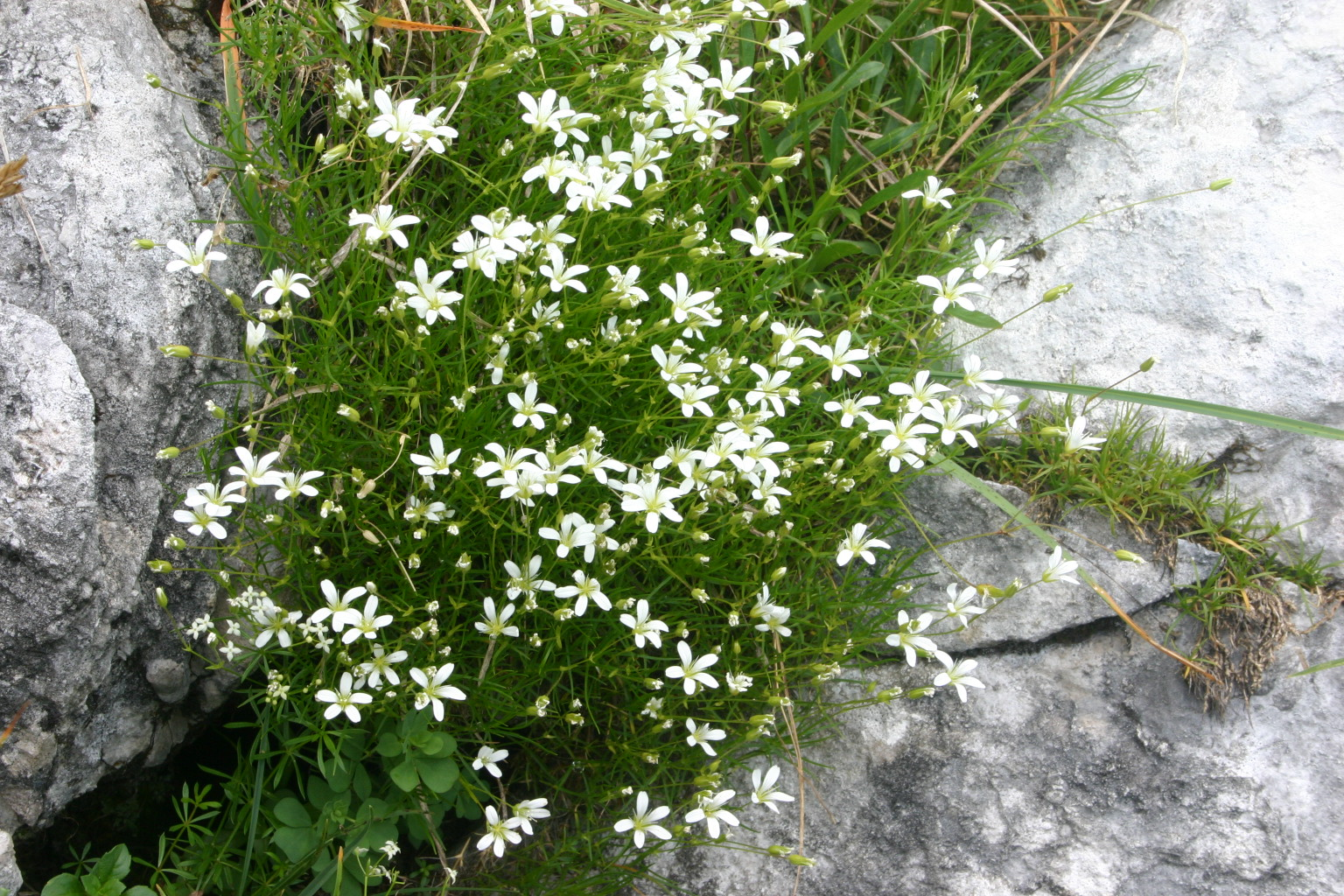
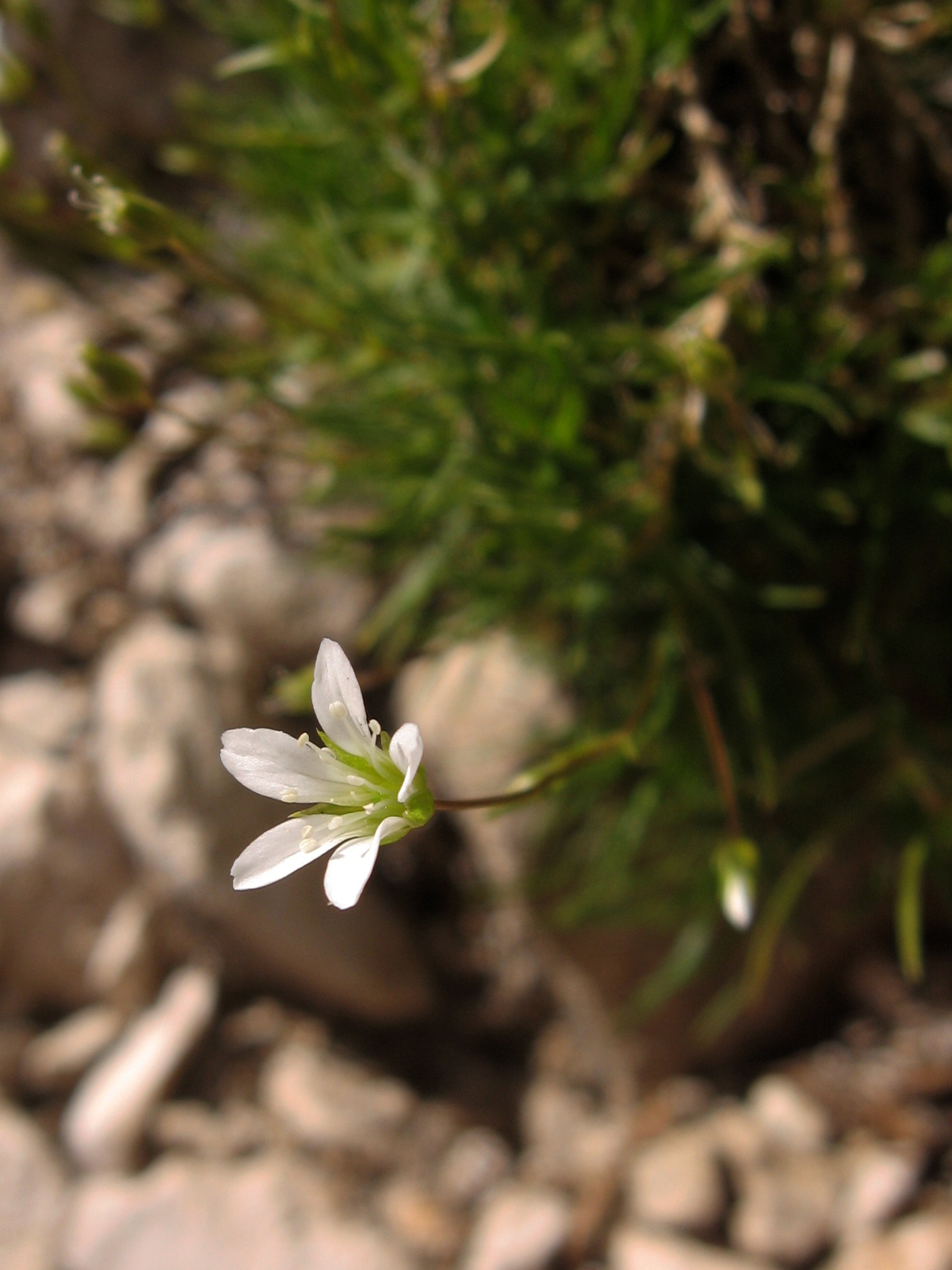
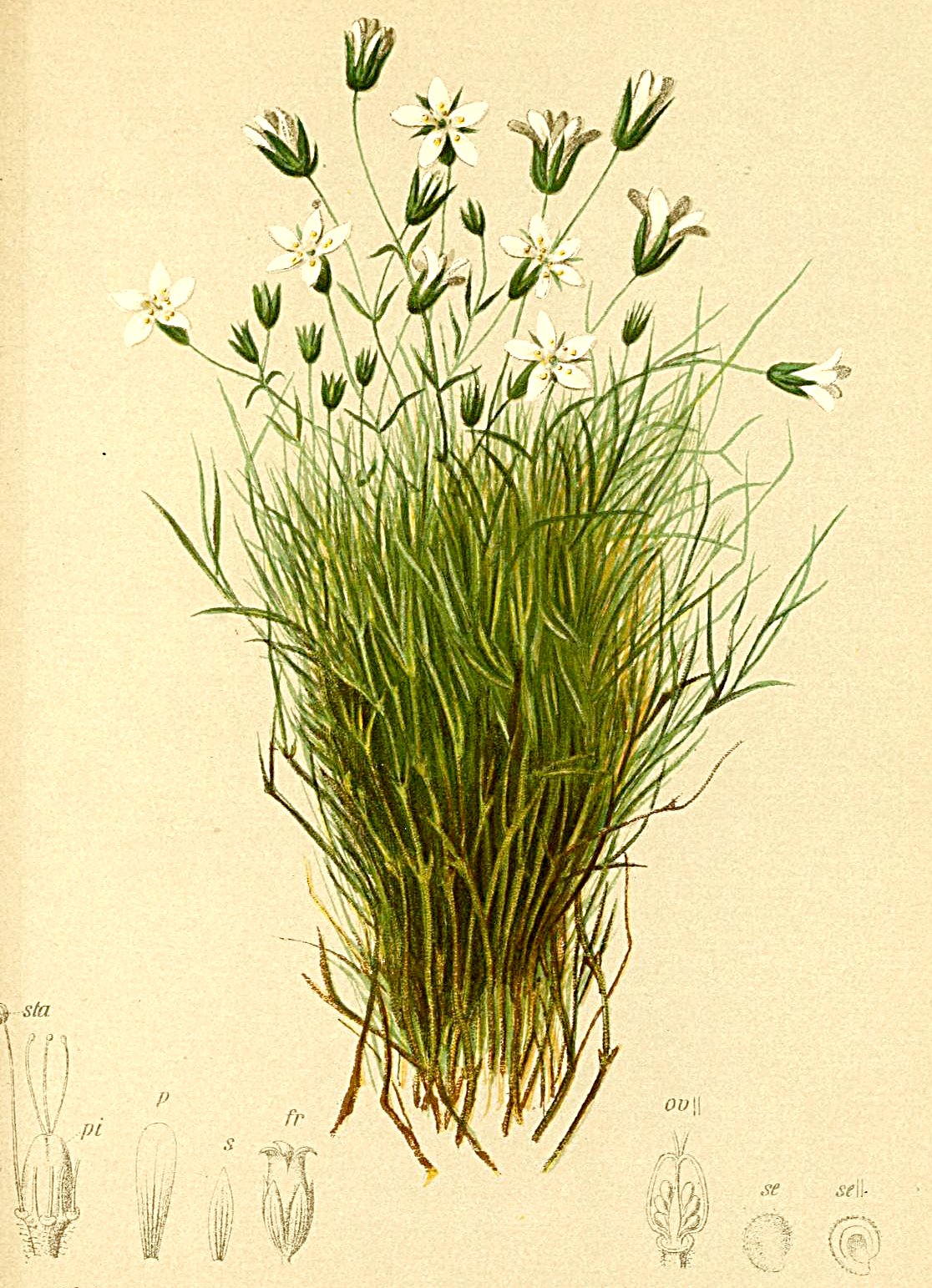
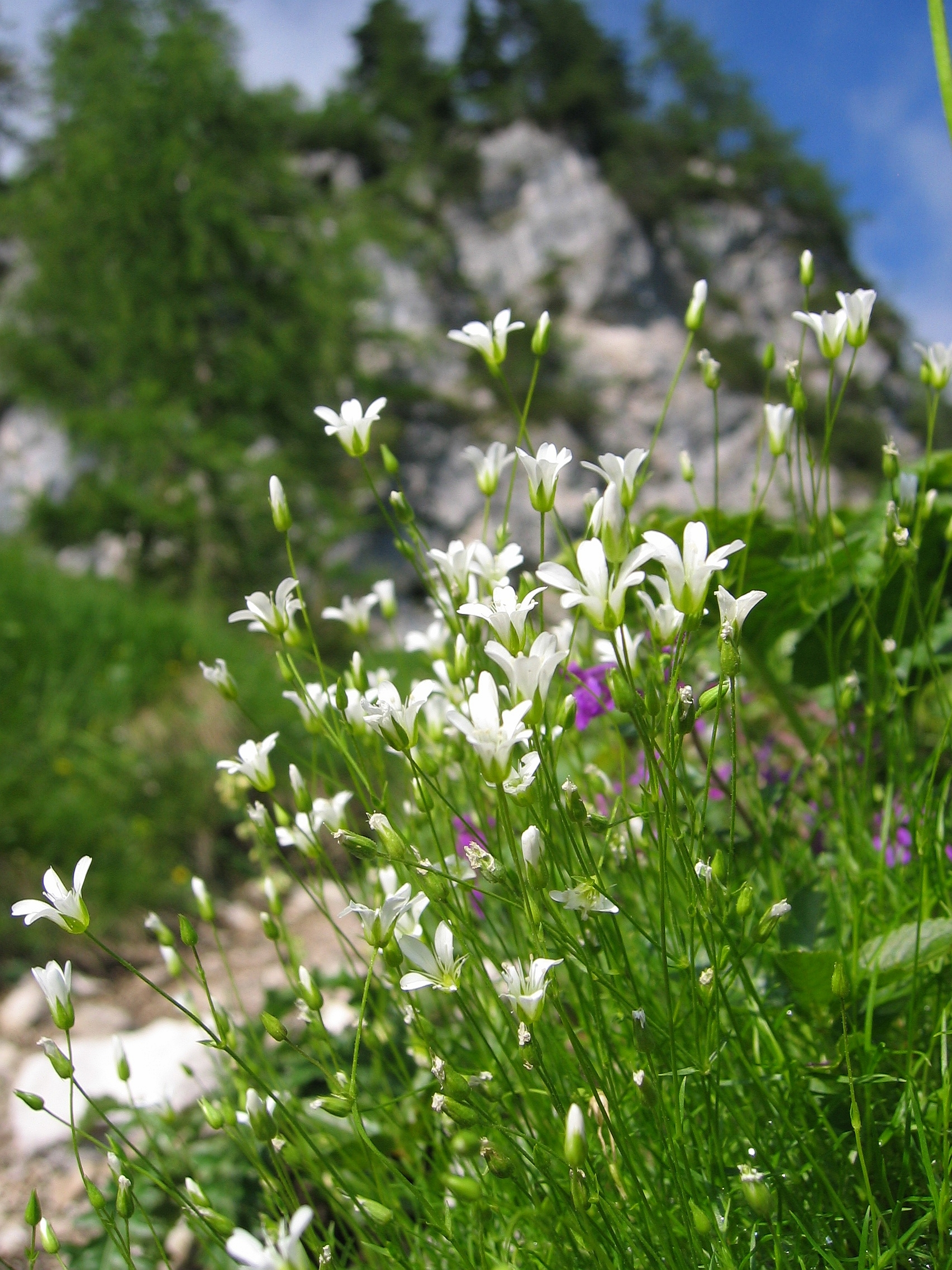
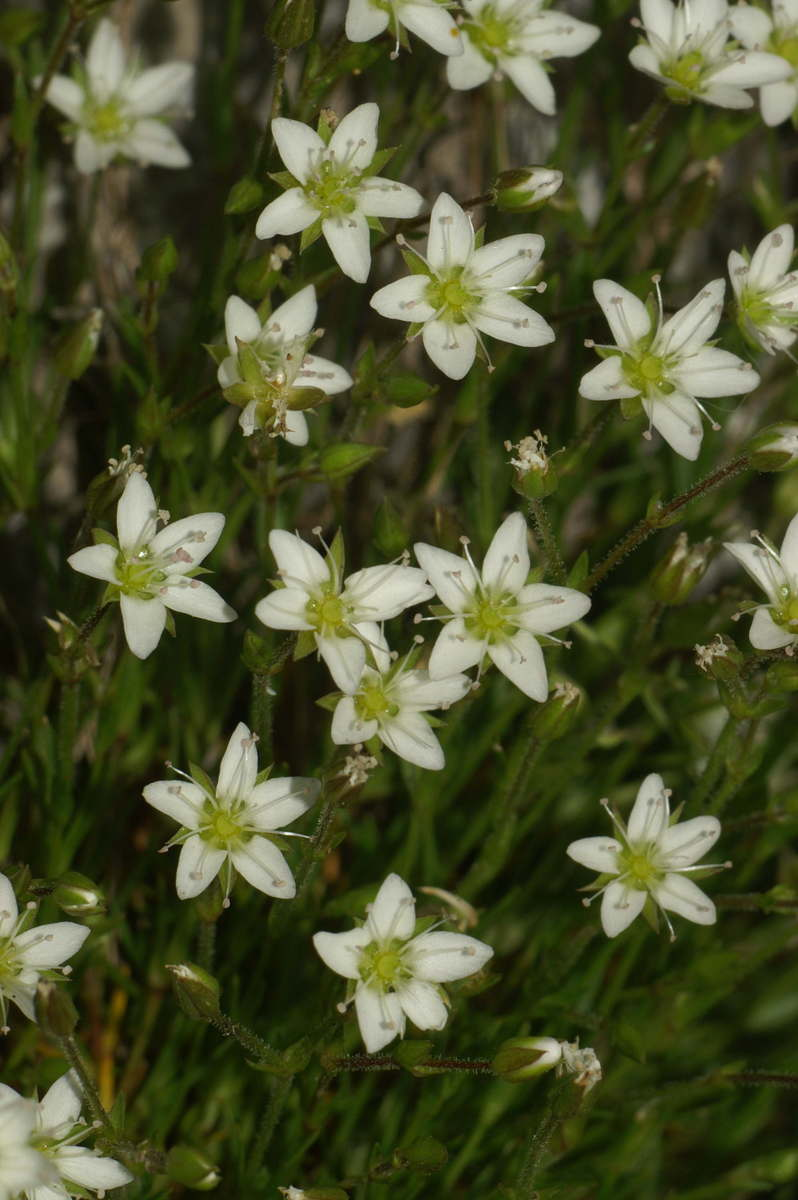
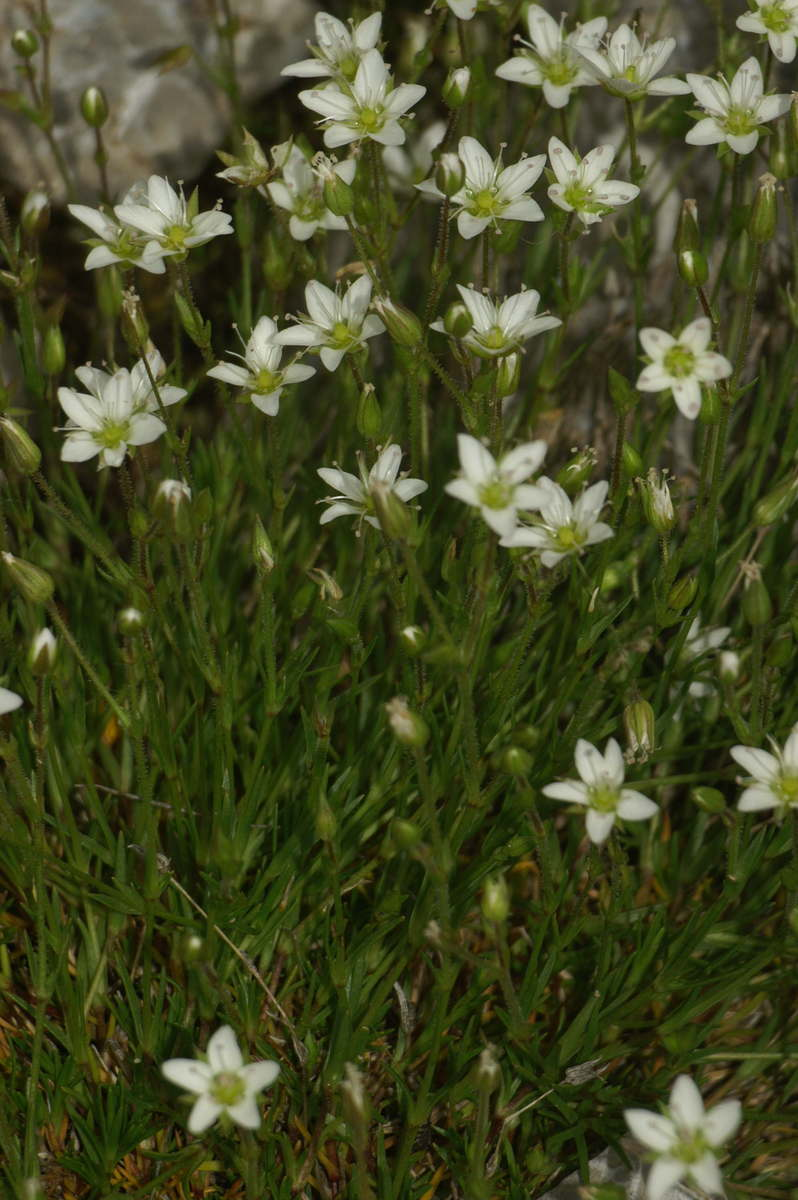